# Джеймс Бейгиан
Джеймс Филип Бейгиан (на английски: James Philip Bagian; на арменски: Ջեյմս Ֆիլիպ Բաղիան) е американски астронавт от арменски произход, участник в два космически полета.

## Образование
Джеймс Филип Бейгиан завършва колеж в родния си град през 1969 г. През 1973 г. се дипломира като бакалавър по инженерна механика в университета „Дрексел“. През 1977 г. завършва медицина в университета Томас Джеферсън. Той е квалифициран парашутист и пилот на леки спортни и реактивни самолети, хеликоптери и безмоторни самолети. Има повече от 1500 полетни часа.

## Служба в НАСА
Джеймс Бейгиан е избран за астронавт от НАСА на 29 май 1980 г., Астронавтска група №9. Взима участие в два космически полета.

### Полети
| Космически полети на Джеймс Филип Бейгиан                      | Космически полети на Джеймс Филип Бейгиан | Космически полети на Джеймс Филип Бейгиан | Космически полети на Джеймс Филип Бейгиан | Космически полети на Джеймс Филип Бейгиан | Космически полети на Джеймс Филип Бейгиан | Космически полети на Джеймс Филип Бейгиан |
| №                                                              | Дата                                      | КК                                        | Емблема на мисията                        | Функции                                   | Продължителност                           |                                           |
| -------------------------------------------------------------- | ----------------------------------------- | ----------------------------------------- | ----------------------------------------- | ----------------------------------------- | ----------------------------------------- | ----------------------------------------- |
| 1                                                              | 13 март 1989                              | „Дискавъри“, мисия STS-29                 |                                           | Специалист на мисията                     | 4 денонощия 23 часа 38 мин. 52 сек.       |                                           |
| 2                                                              | 5 юни 1991                                | „Колумбия“, мисия STS-40                  |                                           | Специалист на мисията                     | 9 денонощия 02 часа 14 мин. 20 сек.       |                                           |
| Сумарно време в космоса – 14 денонощия 01 часа 53 мин. 12 сек. |                                           |                                           |                                           |                                           |                                           |                                           |